# ヤニス・ヴァカレリス
ヤニス・ヴァカレリス（ギリシア語: Γιάννης Βακαρέλης; ラテン文字転写例：Janis Vakarelis, 1950年10月4日 - ）は、ギリシャ出身のピアノ奏者。

## 経歴
1950年、テッサロニキ生まれ。ウィーンでニキタ・マガロフとブルーノ・レオナルド・ゲルバーの各氏に師事。1979年マドリードのソフィア王妃国際音楽コンクールで優勝し、以後欧米各地で音楽活動を展開した。
1991年にはナフプリオ国際音楽祭を創設して音楽監督になった。一連の音楽活動による貢献をたたえ、ギリシャ政府から黄金の不死鳥勲章を授与されている。

## 註
1. ↑  Craig, Helen Caroline (1999) (英語). The Craigs of Harvey Settlement, Red Rock and the Pontiac. H.C. Craig. p. 460. ISBN 9780969105510. OCLC 41174272
2. ↑  “39th International Maria Callas Grand Prix - PIANO Jury Committee Janis Vakarelis”. 2017年4月13日時点のオリジナルよりアーカイブ。2017年4月13日閲覧。

| スタブアイコン | サブスタブ | この項目は、まだ閲覧者の調べものの参照としては役立たない、音楽関係者（バンド等）に関連した書きかけの項目です。この項目を加筆・訂正などしてくださる協力者を求めています（P:音楽/PJ:芸能人）。 |